# Rosta (gmina)
Rosta – miejscowość i gmina we Włoszech, w regionie Piemont, w prowincji Turyn.
Według danych na rok 2004 gminę zamieszkiwało 3626 osób, 453,2 os./km².